# Anselmo de Laon
Anselmo de Laon o Laudunense, conocido también como magister divinitatis y doctor doctoris, (Laon, c. 1050-†íd., 15 de julio de 1117), teólogo francés que fue el primero de los sentenciarios y, por tanto, uno de los predecesores de los sumistas.

## Biografía
Estudió en la célebre escuela de la abadía cluniacense de Bee o Bec, cuando la dirigía San Anselmo de Canterbury. Enseñó en París (1089) y dirigió durante decenios, junto a su hermano Rodolfo (o Raúl), la prestigiosísima escuela catedralicia de Laón, hacia donde atrajo a los enfrentados Pedro Abelardo y Guillermo de Champeaux, pero también a Gilberto Porretano y muchos otros. Le fueron ofrecidos varios episcopados, entre ellos el mismo de Laón, que rechazó siempre, conservando su cátedra hasta la muerte. Presentó un sistema de temas teológicos que fue tomado posteriormente como fundamento de los tratados de Teología. El esquema seguido es, según la descripción de M. de Wolf, el siguiente:
- Dios en sí mismo
- La Trinidad.
- Dios creador y su obra.
- Dios redentor.

A ello se agrega un tratamiento del problema de la creación y del hombre dentro de ella. Entre sus contribuciones filosóficas está una teoría de la jerarquía de las facultades -sensibilidad, razón, intuición- y una doctrina de la visión de Dios y de la vuelta del universo a Dios fuertemente influida por Juan Escoto Erígena.
Se le atribuyó la Glossa interlinealis, un comentario seguido y literal de la Sagrada Escritura que fue impreso en Amberes en 1634 y es una de las dos principales obras exegéticas de la Edad Media (la otra es Glossa ordinaria o marginal, atribuida a Walafrido Strabo o Walafrido Strabon); ambas formaron en la Edad Media un solo texto fundamental para la exégesis posterior; son de Anselmo el comentario a San Pablo, a los Salmos y quizá al evangelio de San Juan; también se le atribuyen Enarrationes in Cantica Canticorum, Enarrationes in Apocalysim y otros.
Los escritos conocidos de Anselmo se hallan en la Patrología latina de Jacques-Paul Migne, CLXII, 1187-1660.

## Obras
- Sententiae, a veces llamadas Quaestiones.
- Sententiae divinae paginae.